# Dinnyés-kormány
A Dinnyés-kormány Dinnyés Lajos vezetésével alakult kormány volt 1947. május 31-ike és 1948. december 10-ike között.
A kormányt rövid fennállása alatt két alkalommal is jelentősebben átszervezték; először 1947. szeptember 24-én, másodszor pedig két nappal Szakasits Árpád köztársasági elnöki kinevezését követően, 1948. augusztus 5-én.

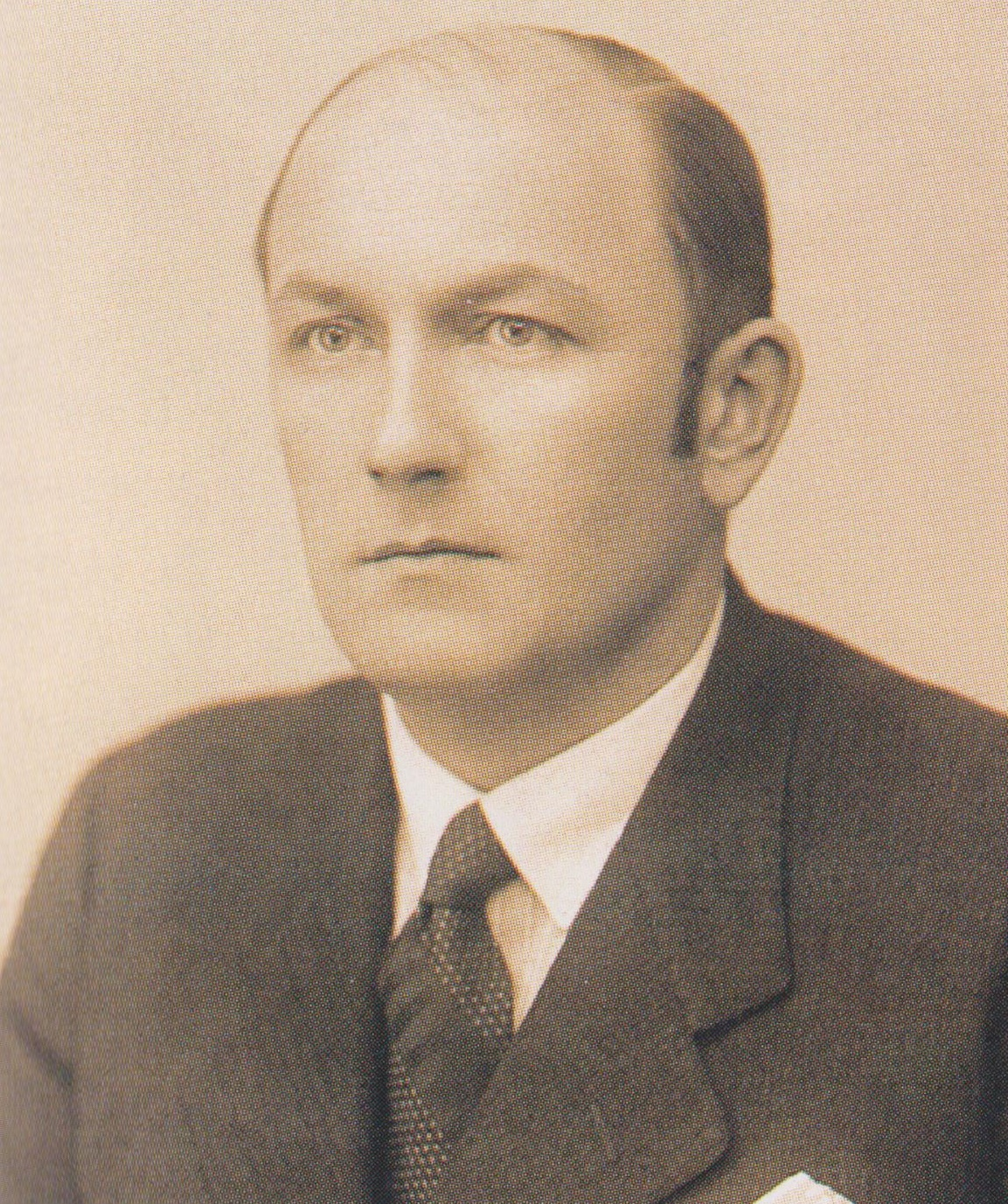
Dinnyés Lajos (miniszterelnök)

## A kormány tagjai
| Név                                                      | hivatal kezdete      | hivatal vége         | párt                   | megjegyzés                                                                                                 |
| miniszterelnök                                           | miniszterelnök       | miniszterelnök       | miniszterelnök         | miniszterelnök                                                                                             |
| -------------------------------------------------------- | -------------------- | -------------------- | ---------------------- | --- |
| Dinnyés Lajos                                            | 1947. május 31.      | 1948. december 10.   | Független Kisgazdapárt | |
| miniszterelnök-helyettes, államminiszter                 |                      |                      |                        | |
| Rákosi Mátyás                                            | 1947. május 31.      | 1948. december 10.   | MKP → MDP              | |
| miniszterelnök-helyettes, államminiszter                 |                      |                      |                        | |
| Szakasits Árpád                                          | 1947. május 31.      | 1948. augusztus 5.   | MSZDP → MDP            | 1948. feb. 5-től iparügyi miniszter is; 1948. aug. 3-án köztársasági elnökké választották, ezért lemondott |
| államminiszter                                           |                      |                      |                        | |
| Dobi István                                              | 1947. május 31.      | 1947. szeptember 24. | Független Kisgazdapárt | leváltásával a pozíció átmenetileg megszűnt                                                                |
| államminiszter                                           |                      |                      |                        | |
| Erdei Ferenc                                             | 1948. szeptember 9.  | 1948. december 10.   | Nemzeti Parasztpárt    | |
| belügyminiszter                                          |                      |                      |                        | |
| Rajk László                                              | 1947. május 31.      | 1948. augusztus 5.   | MKP → MDP              | |
| Kádár János                                              | 1948. augusztus 5.   | 1948. december 10.   | Magyar Dolgozók Pártja | |
| külügyminiszter                                          |                      |                      |                        | |
| Mihályfi Ernő                                            | 1947. május 31.      | 1947. szeptember 24. | Független Kisgazdapárt | tájékoztatásügyi miniszterként, ideiglenesen                                                               |
| Molnár Erik                                              | 1947. szeptember 24. | 1948. augusztus 5.   | MKP → MDP              | |
| Rajk László                                              | 1948. augusztus 5.   | 1948. december 10.   | Magyar Dolgozók Pártja | |
| pénzügyminiszter                                         |                      |                      |                        | |
| Nyárádi Miklós                                           | 1947. május 31.      | 1948. december 10.   | Független Kisgazdapárt | december 3-án emigrált, de nem mondott/mondatták le; Gerő Ernő vezette a tárcát a fennmaradó 7 napon       |
| honvédelmi miniszter                                     |                      |                      |                        | |
| Dinnyés Lajos                                            | 1947. május 31.      | 1947. szeptember 24. | Független Kisgazdapárt | miniszterelnökként, ideiglenesen                                                                           |
| Veres Péter                                              | 1947. szeptember 24. | 1948. szeptember 9.  | Nemzeti Parasztpárt    | |
| Farkas Mihály                                            | 1948. szeptember 9.  | 1948. december 10.   | Magyar Dolgozók Pártja | |
| vallás- és közoktatásügyi miniszter                      |                      |                      |                        | |
| Ortutay Gyula                                            | 1947. május 31.      | 1948. december 10.   | Független Kisgazdapárt | |
| földművelésügyi miniszter                                |                      |                      |                        | |
| Bárányos Károly                                          | 1947. május 31.      | 1947. szeptember 24. | Független Kisgazdapárt | |
| Szabó Árpád                                              | 1947. szeptember 24. | 1948. április 16.    | Független Kisgazdapárt | |
| Dobi István                                              | 1948. április 16.    | 1948. december 10.   | Független Kisgazdapárt | utolsó napján már csak ideiglenesen                                                                        |
| igazságügyi miniszter                                    |                      |                      |                        | |
| Ries István                                              | 1947. május 31.      | 1948. december 10.   | MSZDP → MDP            | |
| építés- és közmunkaügyi miniszter                        |                      |                      |                        | |
| Veres Péter                                              | 1947. május 31.      | 1947. szeptember 24. | Nemzeti Parasztpárt    | honvédelmi miniszter lett                                                                                  |
| Darvas József                                            | 1947. szeptember 24. | 1948. december 10.   | Nemzeti Parasztpárt    | |
| iparügyi miniszter                                       |                      |                      |                        | |
| Bán Antal                                                | 1947. május 31.      | 1948. február 26.    | MSZDP                  | az MKP-SZDP fúzió elutasítása miatt emigrációra kényszerítették                                            |
| Szakasits Árpád                                          | 1948. február 26.    | 1948. augusztus 5.   | MSZDP                  | miniszterelnök-helyettes államminiszterként ideiglenesen, elnökké választásáig                             |
| Kossa István                                             | 1948. augusztus 5.   | 1948. december 10.   | Magyar Dolgozók Pártja | |
| kereskedelem- és szövetkezetügyi miniszter               |                      |                      |                        | |
| Rónai Sándor                                             | 1947. május 31.      | 1948. december 10.   | MSZDP → MDP            | |
| közlekedésügyi miniszter                                 |                      |                      |                        | |
| Gerő Ernő                                                | 1948. augusztus 5.   | 1948. december 10.   | Magyar Dolgozók Pártja | Nyárádi Miklós emigrálását követően 1948. dec. 3-án átvette a pénzügyi tárca irányítását is                |
| népjóléti miniszter                                      |                      |                      |                        | |
| Molnár Erik                                              | 1947. május 31.      | 1947. szeptember 24. | Magyar Kommunista Párt | külügyminiszter lett                                                                                       |
| Olt Károly                                               | 1947. szeptember 24. | 1948. december 10.   | MKP → MDP              | |
| tájékoztatásügyi miniszter (1948. január 26-án megszűnt) |                      |                      |                        | |
| Mihályfi Ernő                                            | 1947. május 31.      | 1947. szeptember 24. | Független Kisgazdapárt | rövid ideig ideiglenes külügyminiszter is                                                                  |
| Molnár Erik                                              | 1947. szeptember 24. | 1948. január 26.     | Magyar Kommunista Párt | külügyminiszterként, ideiglenesen, a minisztérium felszámolásáig                                           |
| közellátásügyi miniszter (1947. december 31-én megszűnt) |                      |                      |                        | |
| Erőss János                                              | 1947. május 31.      | 1947. szeptember 24. | Független Kisgazdapárt | |
| Szabó Árpád                                              | 1947. szeptember 24. | 1947. december 31.   | Független Kisgazdapárt | a minisztérium január elsejével megszűnt                                                                   |